# جديدة العاصي
جديدة العاصي قرية سوريّة تتبع إداريّاً لمحافظة حمص منطقة حمص ناحية حمص، بلغ تعداد سكانها 1,419 نسمة حسب التعداد السكاني لعام 2004.